# Maurus Tomaschett
Maurus Tomaschett (* 16. November 1969 in Samedan geboren; heimatberechtigt in Breil/Brigels) ist ein Bündner Politiker (Die Mitte, vormals CVP) und Grossrat im Kanton Graubünden.

## Leben

### Politik
Im Alter von 25 Jahren trat er in die CVP-Kreispartei ein und wurde bald Delegierter der Kantonalpartei. Im Jahr 2003 wurde er im Kreis Disentis zum Grossrats-Stellvertreter gewählt und drei Jahre später als solcher bestätigt. Tomaschett ist seit 2010 Grossrat. Dort bringt er sich oft in touristischen Belangen ein.
So wollte der Bündner Politiker in einem Auftrag an die Regierung den Schweizern Feriengästen gestaffelt Wintersportferien vorschlagen, damit sie sich auf den Bündner Pisten nicht gegenseitig auf den Skiern stehen und so übersteige die «verdichtete Nachfrage die verfügbaren Angeboten wie beispielsweise der Bergbahnen, Schneesportschulen, Beherbergungsbetrieben aber auch Geschäften im Detailhandel. Mittels Auftrag und entgegen der Kantonsregierung konnte Tomaschett mittels Auftrag die Pistenmaschinen und weitere Arbeitsmotorfahrzeuge von der Verkehrssteuer befreien». Folgedessen unterbreitete die Bündner Regierung dem Grossen Rat eine entsprechende Botschaft zur Teilrevision des Einführungsgesetzes zum Bundesgesetz über den Strassenverkehr. Im 2017 platzierte Tomaschett im Grossen Rat erfolgreich einen Auftrag betreffend Abschaffung Roaming-Gebühren in der Schweiz.
Sehr am Herzen liegen Tomaschett effizientere Verkehrsverbindungen in die Surselva. So kommt das Projekt Tödi Tunnel immer wieder auf die politische Bühne im Grossen Rat, welches der Surselva neue Impulse liefern soll.
Seit 2006 gehört Tomaschett dem Brigelser Gemeinderat (Legislative) an. Ab 2022 gehört Tomaschett dem Gemeindevorstand (Exekutive) der Gemeinde Breil/Brigels an. Dort ist er zuständig für das Bau- und Strassenwesen.

### Beruf
Der gelernte Automechaniker Maurus Tomaschett begann sich bald nach dem Lehrabschluss beruflich neu zu orientieren. Nach diversen Ausbildungen in der Tourismusbranche liess sich Tomaschett zum Tourismusexperten an der Hochschule Luzern ausbilden. Mit 25 Jahren übernahm er die Geschäftsleitung der Schweizer Schneesportschule Brigels. Nach 18 Jahren Tätigkeit als Geschäftsführer der Schneesportschule Brigels wechselte er zu den Sportbahnen Vals, ebenfalls in der Position als Geschäftsführer.
Tomaschett war während den Jahren 2016 bis 2020 Vorstandsmitglieder der Brachen Organisation Bergbahnen Graubünden, in welcher er die Region Surselva vertreten hatte. Zudem präsidierte Tomaschett die Vereinigung der Bergbahnen Surselva während den Jahren 2017 bis 2020.

## Persönliches
Maurus Tomaschett ist verheiratet und lebt in Brigels.